# اوناگولا
اوناگولا (به لاتین: Unagolla) یک منطقهٔ مسکونی در سری‌لانکا است که در استان مرکزی (سری‌لانکا) واقع شده‌است.